# محمود نصر
محمود نصر (انگلیسی: Mahmoud Nasr) فیلم‌بردار اهل مصر است.
از فیلم‌ها یا مجموعه‌های تلویزیونی که وی در آن‌ها نقش داشته‌است، می‌توان به قمر بنی‌هاشم اشاره نمود.